# Porto di Durazzo
Il porto di Durazzo è un porto del mare Adriatico meridionale, a sud del comune albanese di Durazzo, nella parte settentrionale della baia di Durazzo, la quale ha circa 18 km di lunghezza da nord a sud, con una costa di circa 7 km a est. A ovest della linea di galleggiamento è superiore a 10 m di profondità. La baia di Durazzo è ben protetta dalle onde anomale e fornisce riparo da est fino a nord-ovest.
Nel 2011 il porto ha subito una grande ristrutturazione del fabbricato per i passeggeri, l'accessibilità dei veicoli e dei passeggeri a piedi diventando così uno dei porti migliori dell'Adriatico superando anche il porto di Bari come comfort.

## Storia recente
A partire dal 2010 i traghetti che collegavano l'Italia all'Albania subirono un notevole ammodernamento.
In quell'anno troviamo le compagnie Ilion Lines con i traghetti Arberia, Grecia e Venezia (quest'ultimo sulla linea Trieste-Durazzo); Ventouris Ferries con Rigel e Bari; Adria Ferries con Riviera Adriatica e Riviera del Conero (quest'ultimo sulla linea Ancona-Durazzo); European Seaways con Ionis e Bridge; Venezia Lines col traghetto veloce San Gwann; Tirrenia con Domiziana.
Nel 2011 la Ilion Lines fallisce e ritira le tre unità navali, stessa sorte subisce la Tirrenia che ritira la Domiziana. Dopo il ritiro di ben quattro navi subentrano l'Albanian Ferries con Adriatica King ed Adriatica Queen, Agoudimos Lines con Ionian Sky, Nel Lines col traghetto veloce Aeleos Kenteris ed Adriatica Traghetti con Samsun, Ankara e Adriatica I. Ventouris Ferries, Adria Ferries, Venezia Lines ed Europeanseaways confermano i loro traghetti.
Nel 2012 iniziano ad esserci difficoltà per alcune compagnie a rimanere sul mercato per l'Albania. Nei primi mesi dell'anno Agoudimos Lines, Nel Lines e Venezia Lines ritirano i loro traghetti. Adria Ferries acquista dalla Tirrenia la Domiziana e la Toscana che vengono chiamate AF Francesca e AF Marina (quest'ultima sulla linea Trieste-Durazzo) e conferma le altre due navi cambiandole nome in AF Claudia e AF Michela (quest'ultima sulla linea Ancona-Durazzo). Ventouris Ferries, European Seaways, Albanian Ferries ed Adriatica Traghetti confermano i loro traghetti.
Nel 2013 continuano ad esserci difficoltà per le compagnie a sostenere i costi per rimanere sulla linea Bari-Durazzo. L'Albanian Ferries fallisce e ritira le due unità navali, l'Adriatica Traghetti è costretta a chiedere una partnership con l'Anek Lines e vende tutte e tre le navi rimpiazzandole con la nuova Adriatica I noleggiandola dalla Montenegro Lines, l'European Seaways stipula una partnership con Ventouris Ferries a causa di problemi di costi e ritira la Ionis ormai datata mentre Adria Ferries e Ventouris Ferries confermano i loro traghetti.
Nel 2014 fallisce l'Adriatica Traghetti  e subentra "l'ex" partner Anek Lines con i traghetti Lato e Leraptra L e ci rimane fino alla fine della stagione estiva quando ritira le due navi a causa del poco successo. Adria Ferries, Ventouris Ferries ed Europeanseaways confermano i loro traghetti.
A partire dal 2015 ci fu un ulteriore ammodernamento dei traghetti per l'Albania. Ventouris Ferries inserisce i nuovi traghetti più veloci, confortevoli e capienti Rigel II (2015) e Rigel III (2017) al posto dei ormai datati Bari e Rigel I (ex Rigel) anche se quest'ultimo viene usato nel periodo invernale. Adria Ferries nel 2015 rinnova i traghetti AF Francesca e AF Marina (quest'ultima sulla linea Trieste-Durazzo), mentre decide di vendere AF Claudia e AF Michela. Successivamente nel 2016 decide di noleggiare la Bridge (linea Ancona-Durazzo) dalla Europeanseaways che finisce i servizi per l'Albania a causa della fine della partnership con Ventouris Ferries ma nel 2017 l'Adria Ferries non riscatta il traghetto, quindi sempre nel 2017 decide di impiegare sulla Ancona-Durazzo la più moderna nave AF Michela (da non confondere con l'ex Riviera del Conero) presa sempre in noleggio dalla Stena Line. La novità nel 2015 riguarda la Grandi Navi Veloci che impiega la moderna nave Rhapsody fino al 2016 quando decide di inserire la GNV Azzurra al suo posto e stipula una partnership con Adria Ferries. Dal 2017 la compagnia italiana decide di impiegare il proprio traghetto solo nel periodo estivo.

## Destinazioni

### Linee passeggeri
| Destinazione | Compagnia                                          |
| ------------ | -------------------------------------------------- |
| Bari         | Adria Ferries Grandi Navi Veloci Ventouris Ferries |
| Ancona       | Adria Ferries                                      |

## Porto commerciale
Le linee principali del traffico container sono per Gioia Tauro tramite Mediterranean Shipping Company S.A., Taranto tramite Gruppo Evergreen, poi Malta, Antivari, Castellón de la Plana e Spalato.
Nel 2017 il traffico di container è stato di 118.270 TEU.